# Лазерне сканування
Лазерне 3D сканування — знімальна система, яка вимірює відстань від сканера до точок об'єкта з досить високою швидкістю і реєструє відповідні напрями з подальшим створенням тривимірного зображення в контурі хмари точок.
Наземне лазерне сканування складається з блоку розгортки лазерного променя і лазерного віддалеміра, який адаптований для роботи з досить великою частотою. Блок розгортки складається з полігонального дзеркала або призми і сервоприводу. Сервопривід відводить промінь на величину, яка встановлена в горизонтальній площині, при цьому вся верхня частина сканера повертається. У вертикальній площині розгортка відбувається за допомогою гойдання або обертання дзеркала. Під час сканування дистанція до точок об'єкта і розподіл лазерного променя фіксується. Результат роботи наземного лазерного сканування це скан. Значення пікселів скана складаються з елементів вектора з такими елементами: RGB-складової (встановлює колір крапки), виміряним відстанню та інтенсивністю відображеного сигналу.
Наземне лазерне сканування 3D все частіше стало використовуватися в самих різних галузях промисловості і будівництва при вирішенні різних завдань інженерної геодезії. Лазерне сканування знайшло таку популярність завдяки цілому ряду переваг над іншими методами вимірювань, а саме: можливістю виконання робіт при будь-якому освітленні; визначенням «мертвих зон» на стадії виробництва польових робіт, завдяки тривимірної візуалізації реального часу; використання отриманих результатів сканування 3d в різних цілях; сканування точок об'єкта лише з одного центру проектування; високою мірою деталізації; безпекою при зйомці небезпечних районів та зон, які важкодоступні.

## Областізастосування наземного лазерного[Архівовано9 липня 2021 уWayback Machine.]сканування
будівництво та експлуатація інженерних споруд
- контроль за відповідністю геометричних параметрів новозбудованих об'єктів і проектної документації на ці об'єкти;
- коригування проекту в процесі будівництва [Архівовано 9 липня 2021 у Wayback Machine.];
- виконавча зйомка в процесі будівництва і після його закінчення;
- оптимальне планування і контроль переміщення і установки споруд і устаткування;
- моніторинг зміни геометричних параметрів експлуатованих спору [Архівовано 9 липня 2021 у Wayback Machine.]д і промислових установок [Архівовано 9 липня 2021 у Wayback Machine.];
- оновлення генплану і відтворення втраченої будівельної документації діючого об'єкта.

гірська промисловість
- визначення обсягів виробок і складів сипучих матеріалів;
- створення цифрових моделей відкритих кар'єрів і підземних виробок з метою їх моніторингу (дані про інтенсивність відбитого сигналу і реальному кольорі дозволяють створювати геологічні моделі);
- маркшейдерська супровід бурових і вибухових робіт;

нафтогазова промисловість
- створення цифрових моделей промислових і складних технологічних об'єктів і обладнання з метою їх реконструкції і моніторингу; [1]
- калібрування нафтоналивних наземних резервуарів [Архівовано 9 липня 2021 у Wayback Machine.] і танків наливних суден;

архітектура
- реставрація пам'яток і споруд, що мають історичне і культурне значення;
- створення архітектурних креслень фасадів будівель;
- реставрація, ремонт, оздоблення, переоснащення внутрішніх приміщень або окремих елементів декору;

інші області
- розробка заходів щодо запобігання і ліквідації наслідків надзвичайних ситуацій;
- виконання топографічної зйомки територій, що мають високий ступінь забудови;
- суднобудування, автомобілебудування [Архівовано 9 липня 2021 у Wayback Machine.];
- моделювання різного виду тренажерів;
- створення двовимірних і тривимірних геоінформаційних систем управління підприємством;
- фіксація ДТП і місць злочинів.

## Типи лазерів
Оскільки у роботі фотокамери можна виділити два принципово окремих процеси — створення і фіксацію зображення, класифікацію фотокамер доцільно проводити саме за цими двома критеріями — тобто за типом оптичної схеми і за типом носія зображення. Існують реалізації майже всіх оптичних схем для різних типів носія. Деякі моделі фотокамер навіть мають можливість зміни типу носія (насамперед складні професійні та дослідницькі камери).